# COBRA

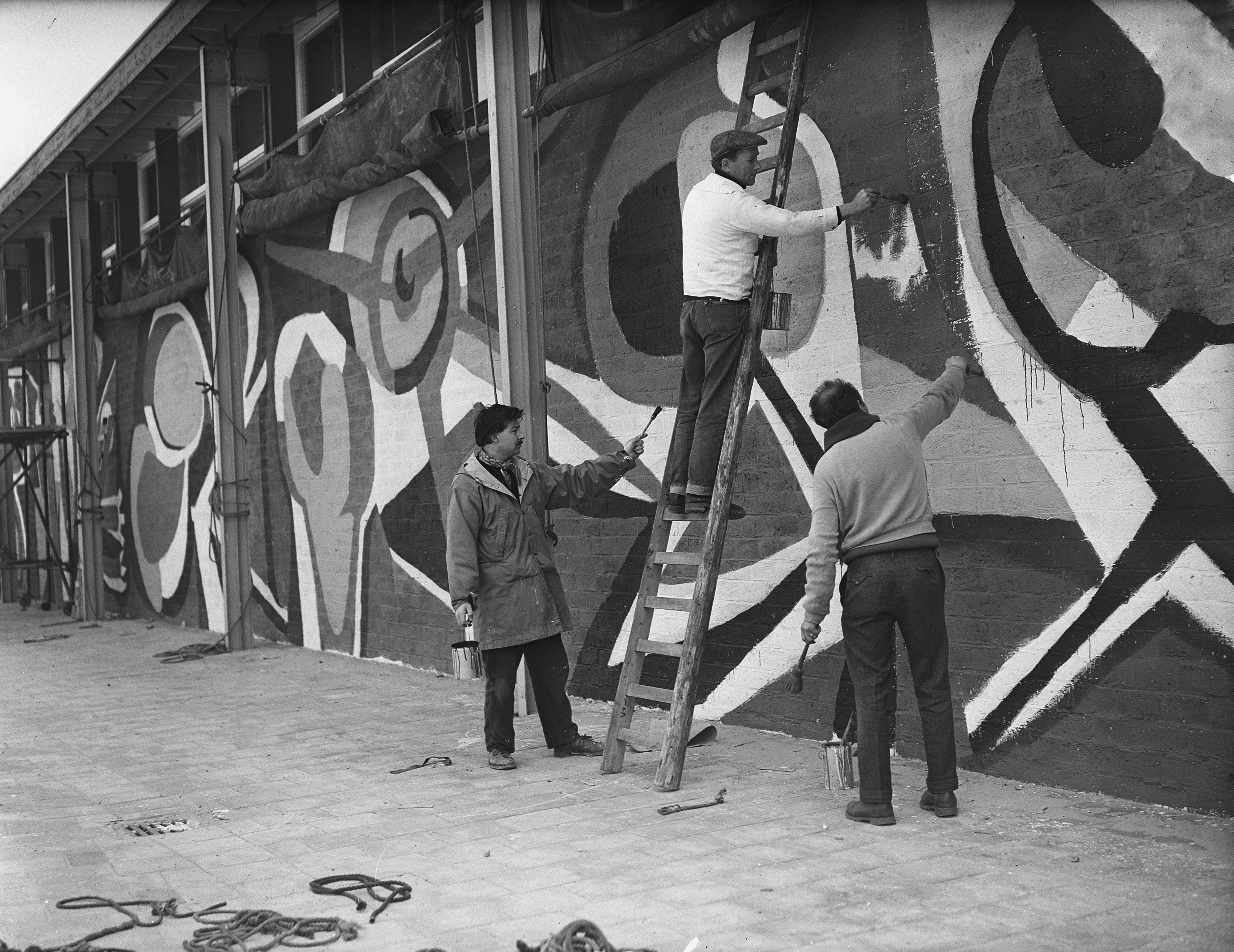
Grupo em ação

O grupo COBRA foi um movimento artístico da vanguarda europeia, criada na Europa em 8 de novembro de 1948, influenciado pela arte popular nórdica, expressionismo e surrealismo, atuante entre 1948 e 1951, embora reconhecido internacionalmente, principalmente nos Estados Unidos e na Europa na década de 1960. O nome foi criado pelo poeta e pintor belga Christian Dotremont, (o teórico e mecenas do grupo) e resulta a agregação das letras iniciais das cidades que constituíram os núcleos de formação do movimento: Asger Jorn de Copenhaga (Co), Cornelis Van Beverloo de Bruxelas (Br), Nieuwenhuis Constant e Karel Appel de Amesterdão (A). Um importante artista do grupo é Lucebert. COBRA é formado por artistas que cultivam a pintura, a música e a poesia.
Existe um museu COBRA em Amstelveen, nos Países Baixos, com obras de Karel Appel e outros artistas de vanguarda.
A corrente lançou um manifesto designado "La cause était entendue", texto assinado por grande parte dos membros que integraram o grupo Cobra, como Dotremont, Asger Jorn (1914-1973), Corneille, Constant, Appel e Joseph Noiret. O pintor Pierre Alechinsky (1927-) juntou-se ao movimento no ano seguinte, em 1949. Participaram nesta corrente ainda os artistas Jean-Michel Atlan (1913-1960) e Pol Bury (1922-).
O fim do grupo foi anunciado oficialmente no último dos dez números da revista "Cobra Revue" (1948-1951), editado por ocasião da exposição de Liége.

## Participantes
Outros participantes do movimento COBRA foram:
| - Pierre Alechinsky (n. 1927) - Else Alfelt (1910–1974) - Jean-Michel Atlan (1913–1960) - Ejler Bille (1910–2004) - Pol Bury (1922–2005) - Jacques Calonne (n. 1930) - Hugo Claus (1929–2008) - Jacques Doucet (1924–1994) - Lotti van der Gaag (1923–1999) - William Gear (1915–1997) - Stephen Gilbert (1910–2007) - Svavar Guðnason (1909–1988) - Henry Heerup (1907–1993) - Edouard Jaguer (1924–2006) | - Aart Kemink (1914–2006) - Lucebert (1924–1994) - Ernest Mancoba (1904-2002) - Jørgen Nash (1920–2004) - Jan Nieuwenhuys (1922–1986) - Erik Ortvad (1917–2008) - Pieter Ouborg (1893–1956) - Carl-Henning Pedersen (1913–2007) - Anton Rooskens (1906–1976) - Max Walter Svanberg (1912–1994) - Raoul Ubac (1910–1985) - Uno Vallman (1913–2004) - Serge Vandercam (1924–2005) |

### Artistas relacionados
Artistas que tiveram contacto ou foram influenciados pelo movimento COBRA:
| - Enrico Baj - Jerome Bech - Herbert Gentry - Robert Jacobsen - Jean Messagier - Vali Myers | - John Olsen - Shinkichi Tajiri - Alasdair Taylor - Louis Van Lint - Maurice Wyckaert (1923–1996) |